# Zapytaj mnie o to, kochany
Zapytaj mnie o to kochany – pierwszy singel pochodzący z drugiego solowego albumu Anny Wyszkoni pt. Życie jest w porządku. Skomponował go Marek Jackowski do słów Kory. Do singla powstał teledysk, którego reżyserem jest Roman Przylipiak. Premiera teledysku odbyła się 8 listopada 2012 roku. Artystka zaśpiewała premierowo ten utwór w programie śniadaniowym – Dzień Dobry TVN, podczas jubileuszowego 50. KFPP w Opolu, w koncercie Lato Zet i Dwójki w Kołobrzegu, jak również w jednym z programów stacji TVP Kultura.
Piosenka uplasowała się na 5. miejscu Polish Airplay Chart.

## Notowania
| Lista                    | Pozycja |
| ------------------------ | ------- |
| Poplista                 | 2       |
| Radio Zet                | 1       |
| Radio Strefa FM          | 1       |
| Katolickie Radio Rzeszów | 1       |
| Muzyczne Radio           | 1       |
| Radio FaMa               | 1       |
| RDN Małopolska           | 1       |
| Polskie Radio Koszalin   | 1       |
| Radio Złote Przeboje     | 6       |
| Radio Atut               | 1       |
| Wietrzne Radio           | 2       |
| Polskie Radio Katowice   | 1       |
| Radio PiK                | 1       |
| Polskie Radio 1030 AM    | 1       |
| Szkocja.FM               | 1       |
| Radio Znad Willi         | 1       |
| Radio Konin              | 1       |
| Radio Świnoujście        | 1       |
| Słoneczne Radio          | 1       |